# Écosse au haut Moyen Âge

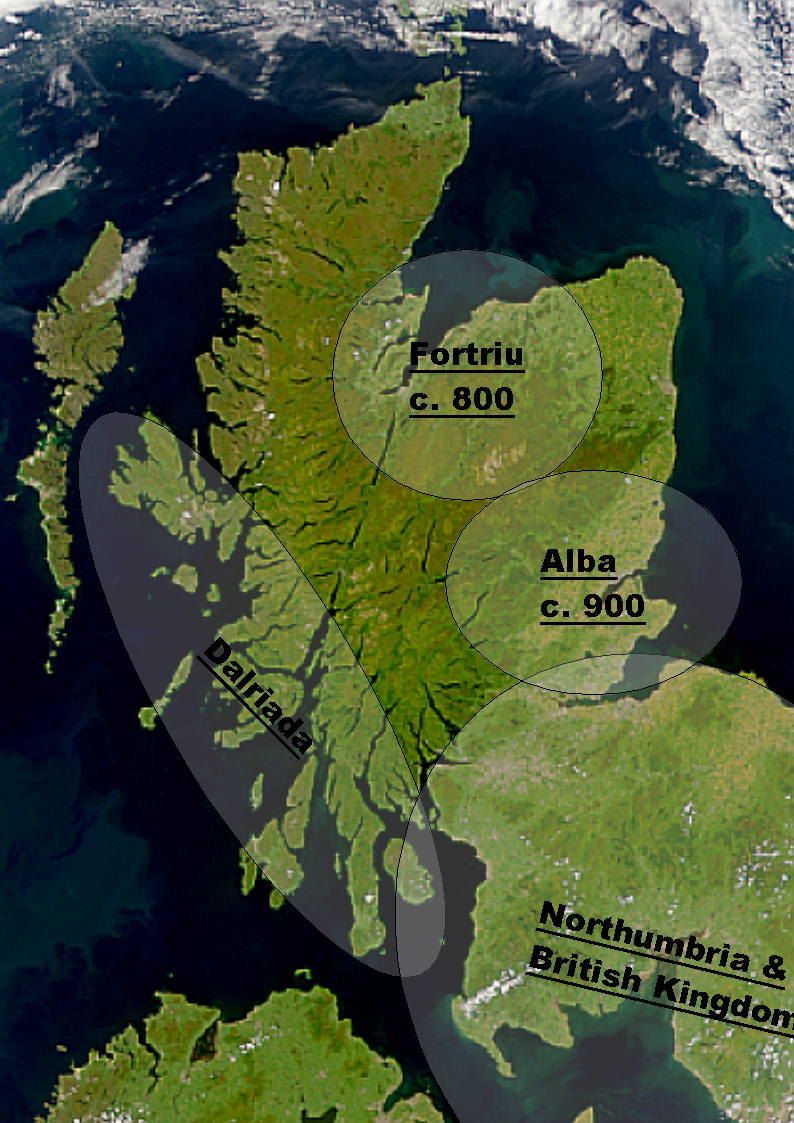
Carte présentant l'aire d'influence des royaumes de Dál Riata (vers 600), de Fortriú (vers 800) et d'Alba (vers 900).

L'Écosse au haut Moyen Âge est occupée par des peuples de différentes cultures. Les principaux royaumes qui dominent la région à cette époque sont le Fortriú des Pictes à l'est, le Dál Riata des Scots à l'ouest, l'Alt Clut des Bretons au sud-ouest et la Northumbrie des Anglo-Saxons au sud-est. Une cinquième culture apparaît à la fin du VIIIe siècle avec les premiers raids vikings. Le IXe siècle voit les Vikings s'installer définitivement aux marges de l'Écosse, tandis que les domaines picte et scots sont unifiés par la maison d'Alpin pour former le royaume d'Alba, ancêtre du royaume d'Écosse.
Les sources écrites pour cette période sont tardives (elles apparaissent vers le début du VIIe siècle) et fragmentaire. L'apport de l'archéologie, de l'onomastique et de la paléobotanique est crucial pour en retracer l'histoire. Ces disciplines montrent que l'Écosse du haut Moyen Âge est peu densément peuplée, notamment à l'intérieur des terres. La population ne s'organise pas autour de centres urbains, mais plutôt de fermes ou de forts comme les brochs, et vit d'agropastoralisme.
Cette période est notamment marquée par le développement du christianisme.

## Histoire
À l'époque de Bede et Adomnán, à la fin du VIIe siècle et au début du VIIIe siècle, quatre grandes régions d'influence se sont constituées dans le nord de la Grande-Bretagne. À l'est on trouve les Pictes, dont les royaumes s'étirent de la rivière Forth aux Shetland. À l'ouest se trouvent les habitants de Dál Riata parlant le gaélique (goidélique) avec leur forteresse royale de Dunadd dans l'Argyll, et ayant des liens étroits avec l'île d'Irlande, d'où ils ont apporté avec eux le nom "Ecossais", à l'origine un terme pour le habitants de l'Irlande.
Au sud se trouvait le Royaume britonnique d'Alt Clut, descendant des peuples des royaumes d'influence romaine du "Vieux Nord". Enfin, il y avait les Anglais ou "Angles", envahisseurs germaniques qui avaient pris possession d'une grande partie du sud de la Grande-Bretagne et détenu le Royaume de Bernicie  dans le sud-est (plus tard la partie nord de la Northumbrie), et qui avaient amené avec eux le vieil anglais.

### Les Pictes
La confédération de tribus pictes qui se développe au nord du Firth of Forth s'étend peut-être jusqu'aux Orcades. Elle est vraisemblablement issue des tribus des Caledonii, qui pourraient s'être associées en réaction à la pression romaine au sud. Les Pictes apparaissent dans les textes romains à la fin du IIIe siècle qui parlent des picti, les « peints » (peut-être en référence à leur coutume de se peindre le corps ou de se tatouer), en tant qu'adversaires des légions romaines. Le premier souverain identifiable des Pictes est Brude mac Maelchon, un contemporain de Colomba d'Iona mort dans les années 580. Sa base de pouvoir semble avoir été la région d'Inverness, mais après lui, le centre de gravité des Pictes se déplace vers la région de Strathearn et Menteith, qui correspond au royaume de Fortriú.
Vers 672, Bridei map Beli, fils du roi breton d'Alt Clut, devient roi de Fortriú. Les Pictes semblent alors avoir été tributaires des Anglo-Saxons de Northumbrie, mais cette domination prend fin après la bataille de Dunnichen, en 685, durant laquelle Ecgfrith de Northumbrie est vaincu et tué par les forces de Bridei. Les Pictes connaissent apparemment leur apogée sous le règne d'Óengus mac Fergusa (729-761), qui combat avec succès le Dál Riata et envahit l'Alt Clut et la Northumbrie. Le Dál Riata semble être resté soumis aux Pictes par la suite.

### Le Dál Riata
Le royaume gaélique de Dál Riata est à cheval sur la côte ouest de l'Écosse et la côte nord de l'Irlande. Vers l'an 600, il s'étend sur les actuelles régions d'Argyll and Bute et Lochaber du côté écossais et sur le comté d'Antrim du côté irlandais. Il est généralement considéré comme une entité irlandaise ayant colonisé le littoral écossais. Ses habitants sont souvent appelés Scots, du latin scotti utilisé par les auteurs latins pour désigner les Irlandais.
Le Dál Riata connaît son apogée sous le règne d'Áedán mac Gabráin (574-608), qui est cependant tenu en échec par Æthelfrith de Northumbrie à la bataille de Degsastan en 603. Cet âge d'or prend fin avec les graves défaites de Domnall Brecc (mort en 642) en Irlande et en Écosse. Par la suite, le royaume est soumis à la Northumbrie, puis aux Pictes. Certains historiens considèrent qu'il connaît un bref renouveau sous le roi Áed Find (mort en 778) avant l'arrivée des Vikings.

### L'Alt Clut

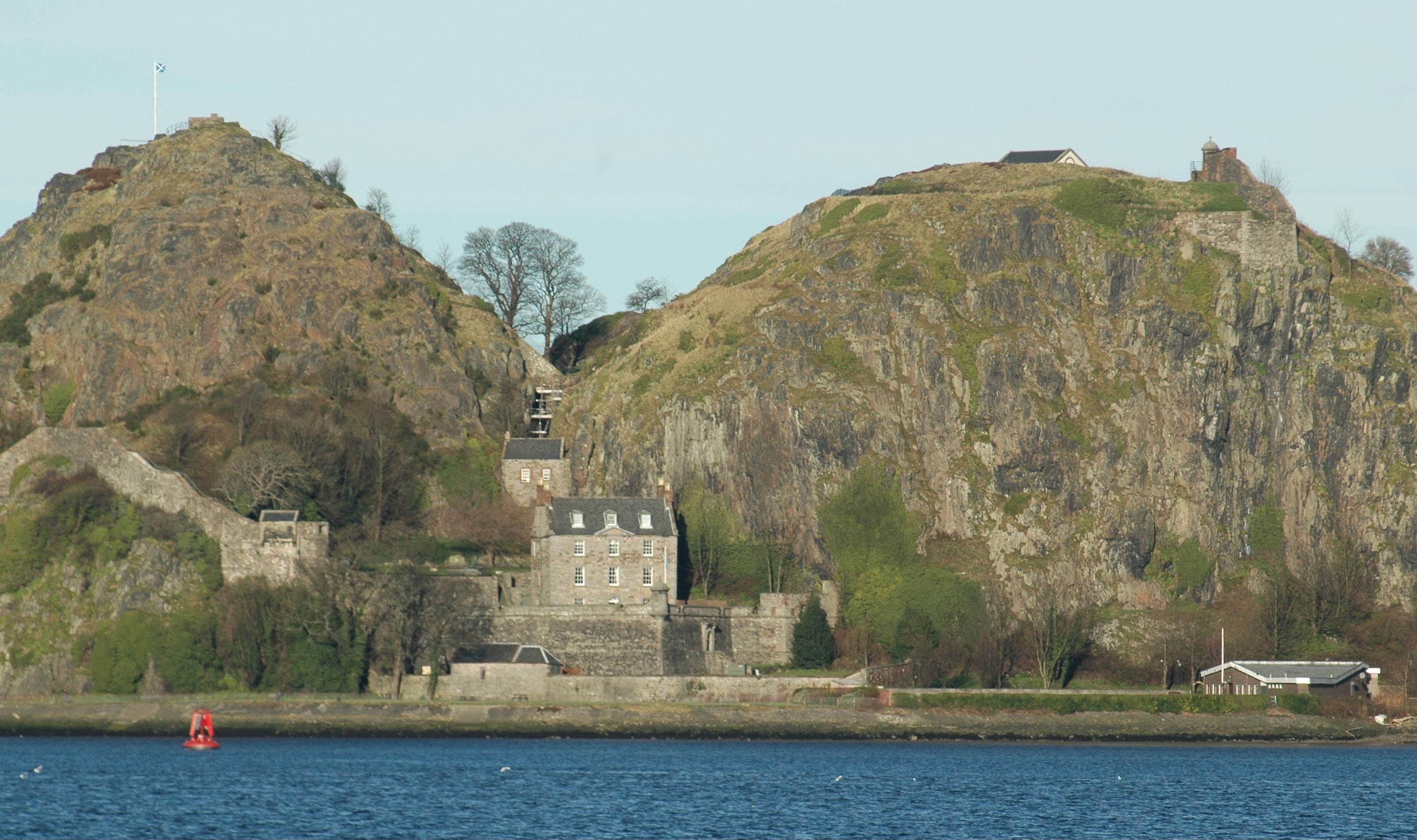
Le château de Dumbarton, cœur du royaume d'Alt Clut.

Le royaume d'Alt Clut trouve peut-être ses origines dans le peuple des Damnonii cité par Claude Ptolémée dans sa Géographie. Il doit son nom à la forteresse d'Alt Clut, qui correspond au château de Dumbarton. Son premier souverain connu est Ceretic, le destinataire d'une lettre de Patrick d'Irlande dans la deuxième moitié du Ve siècle. Cette lettre implique clairement que Ceretic est chrétien. Un siècle plus tard aurait régné Rhydderch Hael d'après l'hagiographie de Colomba rédigée par Adomnán. La succession royale devient plus claire à partir du début du VIIe siècle.
En 642, le roi Eugein map Beli remporte une grande victoire sur le Dál Riata à Strathcarron, durant laquelle le roi scots Domnall Brecc trouve la mort. Au VIIIe siècle, l'Alt Clut est attaqué à plusieurs reprises par les Pictes d'Óengus mac Fergusa et par leurs alliés northumbriens, qui s'emparent de la région de Kyle en 750. Le roi Dumnagual III pourrait même avoir été contraint de se soumettre à ses voisins. L'histoire ultérieure du royaume est mal connue, à l'exception de la destruction de la forteresse d'Alt Clut par un incendie en 780 dans des circonstances inconnues.
Le royaume d'Alt Clut est traditionnellement considéré comme identique au royaume de Strathclyde attesté ultérieurement dans la région, mais il est possible que le second soit une entité distincte, apparue après la chute du premier.

### La Bernicie
La région de l'actuelle frontière anglo-écossaise est occupée par une série de royaumes bretons regroupés sous l'appellation galloise Yr Hen Ogledd, « le vieux Nord ». Parmi ces royaumes, on compte le Bryneich, autour de l'actuelle Bamburgh dans le Northumberland, et le Gododdin, autour de Din Eidyn (peut-être Édimbourg), dans le Lothian. Au VIe siècle, le Bryneich passe sous le contrôle des Angles, un peuple germanique venu de l'autre rive de la mer du Nord. Le premier roi anglo-saxon de Bernicie connu est Ida, qui serait arrivé au pouvoir en 547. Vers 600, les Berniciens remportent la bataille de Catraeth sur les Bretons du Gododdin. Cet affrontement est commémoré par le poème Y Gododdin.
Au même moment, le roi Æthelfrith, petit-fils d'Ida, conquiert le royaume anglo-saxon de Deira au sud. L'union de la Bernicie et du Deira prend le nom de Northumbrie, en référence à sa situation au nord de l'estuaire du Humber. Son histoire est bien connue grâce à l'Histoire ecclésiastique du peuple anglais de Bède le Vénérable, un moine northumbrien du début du VIIIe siècle. Le premier roi chrétien de Northumbrie est Edwin, baptisé par le missionnaire romain Paulin en 627. Par la suite, l'évangélisation du royaume est principalement le fait de moines irlandais, notamment après la fondation de l'abbaye de Lindisfarne par Aidan en 635.
Vers la même période, les Angles s'emparent d'Édimbourg et prennent le contrôle du territoire des Gododdin. Leur influence s'étend même au-delà du Forth jusqu'à la défaite d'Ecgfrith face aux Pictes à Dunnichen en 685. Le VIIIe siècle est marqué par une forte instabilité dynastique.

### Les Vikings et le royaume d'Alba
À la fin du VIIIe siècle, les monastères du littoral écossais, comme Iona et Lindisfarne, sont victimes des premiers raids vikings. L'arrivée des Scandinaves bouleverse l'équilibre entre les royaumes du nord de la Grande-Bretagne. Ils prennent rapidement le contrôle des Orcades, des Shetland et des Hébrides. En 839, ils remportent une grande victoire sur le roi de Fortriú Eóganan mac Óengusa et le roi de Dál Riata Áed mac Boanta, qui trouvent tous les deux la mort sur le champ de bataille. Au sud, les Vikings s'emparent de la Northumbrie en 867 et établissent le royaume de Jórvík. Trois ans plus tard, ils assiègent avec succès la forteresse de Dumbarton. Le royaume d'Alt Clut est plus couramment appelé Strathclyde par la suite.
Les colons scandinaves se mêlent aux populations gaéliques du sud-ouest pour former le peuple des Gall Gàidheal, qui donne son nom à la région du Galloway. Dans les Hébrides, Ketill au Nez plat s'impose comme roi dans la deuxième moitié du IXe siècle. Ce reflux des Scots pourrait avoir accéléré le processus de gaélicisation des Pictes déjà en cours et contribué à l'union des deux royaumes, dans des circonstances qui restent débattues par les historiens. Bien que Kenneth mac Alpin soit traditionnellement considéré comme le premier roi d'une Écosse unifiée, ce n'est qu'à partir de Domnall mac Causantin (mort en 900) que les sources d'époque parlent d'un « roi d'Alba ». Ce royaume d'Alba est le noyau du futur royaume d'Écosse.

## Géographie

### Géographie physique
Bien que l'Écosse n'occupe que le tiers de la superficie de la Grande-Bretagne, elle possède un littoral aussi long que l'Angleterre et le pays de Galles réunis (environ 6 500 km) en raison de ses nombreuses îles, péninsules et lochs. Seul un cinquième du territoire écossais se situe à moins de 60 m au-dessus du niveau de la mer. Sa position sur le littoral atlantique entraîne des précipitations importantes : plus de 700 cm annuellement dans l'est du pays et plus de 1 000 cm annuellement dans l'ouest. Ce climat est favorable à l'apparition de tourbières. L'acidité du sol et les vents forts expliquent que la plupart des îles soient dépourvues d'arbres. L'intérieur des terres abonde en collines, montagnes et marécages qui rendent les déplacements difficiles et contribuent peut-être à la fragmentation politique au haut Moyen Âge. Cette période est également marquée par une détérioration du climat, avec des températures plus basses et des précipitations accrues qui réduisent l'étendue des terres cultivables.

### Habitat

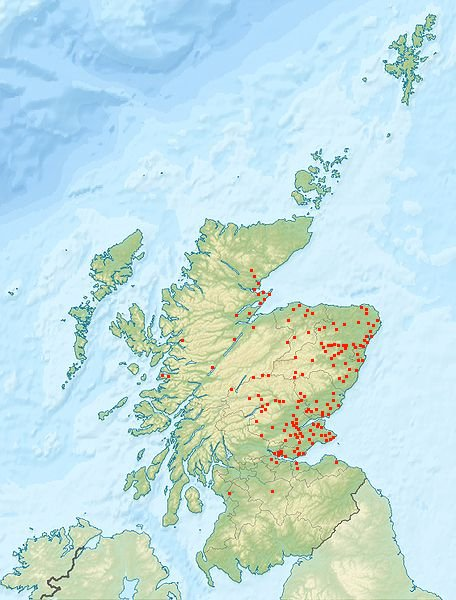
Carte des noms de lieux en pit- en Écosse.

L'influence romaine au-delà du mur d'Hadrien ne semble pas avoir eu d'effet majeur sur la répartition de la population. Les collines et promontoires fortifiés de l'âge du fer continuent à être occupés tout au long du haut Moyen Âge. Leurs défenses se composent souvent de murs en pierre sèche ou en rondins de bois, parfois avec une palissade. Leur nombre important pourrait refléter la nature péripatétique des monarchies et aristocraties de l'époque, dont les membres se déplacent régulièrement au sein de leur domaine pour mieux l'administrer et le contrôler. Les brochs des Hébrides, des Orcades et des Shetland continuent eux aussi à être occupés après la fin de l'âge du fer, mais ils sont progressivement remplacés par des maisons cellulaires de dimensions plus réduites. Quelques grandes halles en bois datant du VIIe siècle ont été retrouvées dans le sud, comparables à celles construites par les Anglo-Saxons en Angleterre. Dans les zones de peuplement scandinave, le manque de bois de construction contraint à l'utilisation d'autres matériaux disponibles sur place, le plus souvent une combinaison de pierre et de gazon.
La toponymie, en particulier le préfixe pit- qui désigne un terrain ou un champ, permet de situer les zones où le peuplement picte est le plus dense : dans le Fife, le Perthshire, l'Angus, la région d'Aberdeen et du Moray Firth. Les Scots semblent avoir d'abord occupé le littoral entre les péninsules de Cowal et Ardnamurchan avant de remonter progressivement vers le nord le long de la côte. Des traces de peuplement anglo-saxon dans le sud de l'Écosse existent jusque dans le West Lothian. Par la suite, la colonisation viking semble avoir été la plus intense dans les Orcades et les Shetland. Elle apparaît plus diffuse dans les Hébrides, ainsi que dans la région de Caithness au nord-est et, en remontant les cours d'eau, jusqu'au Sutherland et au Ross. La Bernicie connaît également une colonisation viking significative, jusque dans les régions modernes des Borders et des Lowlands.

## Économie
Dépourvue de centres urbains, l'Écosse du haut Moyen Âge possède une économie presque entièrement tournée vers l'agriculture. La difficulté des transports et l'absence de marchés de grande ampleur contraint la majorité des paysans à produire en autosuffisance viande, produits laitiers et céréales et à compléter leur régime en se livrant à la chasse, à la pêche et à la cueillette. Les traces archéologiques sont limitées, mais suggèrent que les fermes sont isolées ou réunies en petits groupes de trois ou quatre, chacune composée d'une famille nucléaire. L'héritage étant partagé entre tous les fils, les fermes voisines doivent partager le plus souvent un lien de parenté.
L'agriculture distingue deux types de terres agricoles : les plus proches de la ferme (infield), qui sont cultivées chaque année, et les plus éloignées (outfield), où les années de culture alternent avec les années de jachère. Ce système perdure jusqu'au XVIIIe siècle. D'après les ossements d'animaux retrouvés, l'élevage concerne principalement les vaches, suivis par les cochons, les moutons et les chèvres ; la volaille est rare. Des objets importés en céramique et en verre ont été retrouvés dans plusieurs sites, de même que des traces de métallurgie et d'orfèvrerie locales.

## Démographie
En l'absence de sources écrites, la démographie de l'Écosse médiévale ne peut être qu'estimée : environ 10 000 habitants pour le Dál Riata et entre 80 000 et 100 000 pour les terres pictes. Les Ve et VIe siècles connaissent probablement une hausse de la mortalité avec l'apparition de la peste bubonique. Les conditions de vie suggèrent un profil démographique similaire à celui des pays en voie de développement du monde moderne, avec des taux de natalité et de mortalité élevés. Le grand nombre d'enfants par femme et la population très jeune impliquent que le nombre d'adultes en âge de travailler est proportionnellement trop faible pour produire un surplus de nourriture susceptible de permettre une réelle croissance démographique et le développement de sociétés plus complexes.

## Société

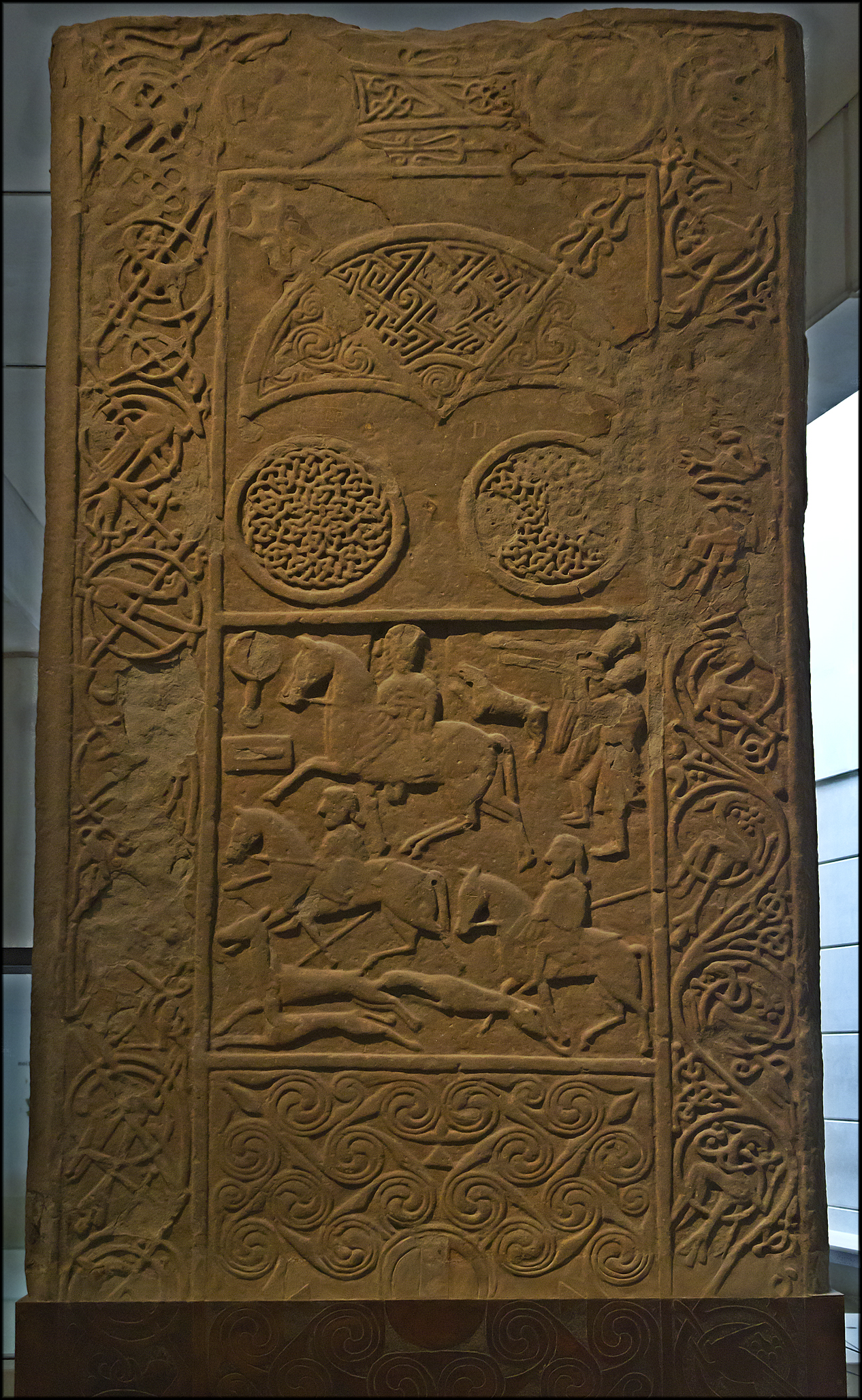
Une face de la pierre de Hilton of Cadboll montrant des membres de l'aristocratie guerrière picte.

Les sociétés germaniques et celtiques sont organisées autour d'une unité de base qui est la famille élargie. Les Pictes sont couramment considérés comme une société matrilinéaire, à partir d'indications dans des sources ultérieures et du fait que plusieurs de leurs rois sont clairement issus de l'extérieur de la société picte. Cependant, les historiens modernes soulignent que la conscience de la filiation patrilinéaire est également très présente dans leur société. Il est plus probable que la filiation chez les Pictes soit bilatérale, avec une importance égale des côtés maternel et paternel.
À en juger par les mentions laconiques des annales irlandaises et les représentations gravées sur les pierres pictes d'Aberlemno et Hilton of Cabdoll, il semble plausible que les sociétés écossaises du haut Moyen Âge sont, comme leurs contemporaines anglo-saxonnes, dominées par une aristocratie militaire dont le statut repose en grande partie sur sa capacité et sa volonté de combattre. On peut postuler l'existence d'une classe d'hommes libres non nobles travaillant comme paysans ou propriétaires libres. Bien qu'il n'existe aucun code de lois écossais de cette période, les codes de lois irlandais et gallois contemporains précisent que ces hommes libres ont le droit de porter des armes, de se représenter eux-mêmes devant un tribunal et de recevoir une compensation en cas de meurtre d'un membre de leur famille.
L'esclavage semble avoir été largement répandu dans le nord de la Grande-Bretagne, jusque dans les classes inférieures de la société. Ces esclaves, capturés lors de conflits ou de raids, sont vraisemblablement mieux intégrés dans leur société d'esclavage que dans leur société d'origine en termes de langue et de culture, dans la mesure où ils sont souvent capturés ou achetés jeunes et où ils ne se distinguent pas physiquement de leurs propriétaires. Dans d'autres cultures mieux attestées, comme en Angleterre, les esclaves qui survivent jusqu'à la maturité parviennent à obtenir leur liberté, tout en restant généralement clients de leurs anciens maîtres.

## Royauté
En Grande-Bretagne, la royauté ne se transmet pas en ligne directe au haut Moyen Âge. Les successions mettent aux prises un certain nombre de candidats, généralement issus d'une dynastie donnée et dont les prétentions au trône reposent sur leur descendance d'un ancêtre particulier. L'étendue du pouvoir royal est très variable. Certains rois pictes de Fortriú sont les suzerains d'autres rois pictes ou non-pictes, alors que d'autres doivent au contraire reconnaître la supériorité d'autres monarques, Bretons ou Anglo-Saxons. Ces relations de dominant à dominé impliquent peut-être le versement d'un tribut ou d'une contribution en soldats. Les guerres sont probablement l'occasion pour les rois victorieux de récompenser leurs vassaux. Mariages et relations diplomatiques constituent peut-être des moyens pour les plus grands royaumes d'absorber les plus petits, et même si ce processus connaît des fluctuations, il contribue sans doute à la concentration de la royauté entre les mains d'un nombre réduit de dynasties.
Le roi est avant tout le commandeur des armées, ce qu'illustre le nombre très faible de femmes régnantes durant cette période. Il doit organiser la défense des terres et des biens de ses sujets et nouer des relations avec les autres rois afin d'assurer cette défense. S'il n'y parvient pas, son domaine risque d'être pillé, détruit ou conquis et ses sujets tués ou réduits en esclavage. Il existe une ampleur considérable dans les conflits auxquels prennent par les rois, des petits raids locaux aux grandes campagnes entre royaumes. Ces dernières impliquent parfois de couvrir des distances considérables, comme le raid mené par les Gaels du Dál Riata dans les Orcades en 581 ou l'attaque northumbrienne sur l'Irlande en 684.
La royauté possède également des aspects rituels. L'avènement des rois du Dál Riata implique une cérémonie où le nouveau roi place son pied dans une empreinte taillée dans la roche qui symbolise la continuité avec ses prédécesseurs. De même, le couronnement des rois d'Alba se fait sur la pierre de Scone, un rituel qui est probablement un héritage picte. Le monastère d'Iona, premier centre majeur du christianisme écossais, sert de nécropole royale aux souverains d'Écosse jusqu'à la fin du XIe siècle, après quoi elle est supplantée par l'abbaye de Dunfermline près de Scone.

## La guerre
Le pouvoir du roi repose avant tout sur sa garde rapprochée, appelée teulu en brittonique et comitatus ou tutores, voire familia, en latin. Cette extension de la personne légale du roi constitue également le noyau des armées qu'il peut mobiliser de temps à autre pour des campagnes de grande ampleur. En temps de paix, les activités de la garde royale tournent autour de la grande salle, un élément commun aux cultures celtiques et germaniques dont le poème anglo-saxon Beowulf offre un exemple avec la grande salle de Heorot.  Dans la mesure où aucun des bâtiments de ce genre retrouvés dans le nord de la Grande-Bretagne ne peut abriter plus de 120 à 150 personnes, il s'agit sans doute de la taille maximale que peuvent atteindre ces gardes rapprochées.
Certaines pierres pictes, comme celle d'Aberlemno, présentent des cavaliers et des fantassins armés d'épées, de lances, d'arcs, de casques et de boucliers. Les nombreux forts d'Écosse rendent peut-être les sièges plus importants que les batailles rangées, contrairement à ce qui se passe en Angleterre à la même époque. Le nombre important de rois morts brûlés vifs ou noyés corrobore cette idée.
Les forces navales jouent apparemment un rôle important. Les Pictes doivent posséder une flotte considérable, puisque les annales mentionnent une attaque sur les Orcades en 682 et une catastrophe marine en 729 durant laquelle ils perdent 150 navires. Il en va de même sur l'autre littoral : d'après le Senchus Fer n-Alban, le Dál Riata possède un système de levée militaire qui permet de réunir 177 navires et 2 478 hommes. Ce même texte mentionne la première bataille navale connue au large des îles Britanniques, en 719, ainsi que huit expéditions maritimes entre 568 et 733. Les seules embarcations de cette période ayant laissé des traces sont des pirogues monoxyles, mais les représentations picturales suggèrent qu'il existait également des bateaux en peau similaires aux currachs irlandais, ainsi que de plus grands navires propulsés à rames.
Le succès des raids vikings est en grande partie lié à leur supériorité navale. Leurs navires sont longs et étroits, de faible poids, conçus pour la vitesse. Grâce à leur faible tirant d'eau, ils peuvent s'engager dans des eaux dont la profondeur ne dépasse pas 1 m. Comme ils ne pèsent pas lourd, ils sont également faciles à déplacer par portage. Leur symétrie leur permet en outre de faire demi-tour facilement,.

## Religion

### Avant le christianisme
La religion pratiquée en Écosse avant l'arrivée du christianisme est presque complètement inconnue. Faute de sources écrites pictes, elle ne peut être reconstituée qu'à partir de parallèles avec des cultes pratiqués ailleurs, quelques traces archéologiques et les descriptions négatives qu'en font les auteurs chrétiens ultérieurs. Elle ressemblait vraisemblablement au polythéisme pratiqué par les Celtes dans le reste de l'Europe. Les légendes irlandaises concernant l'origine des Pictes et les hagiographies de Ninian suggèrent l'existence d'une caste de druides. Une anecdote de la vie de Colomba le voit exorciser un démon d'une source, ce qui suggère que les sources étaient des lieux de culte pour les Pictes. Les auteurs latins mentionnent également que les Pictes vénéraient Minerve dans de tels endroits, et il existe une pierre picte associée à une source près du château de Dunvegan, sur l'île de Skye.

### Les débuts de la christianisation

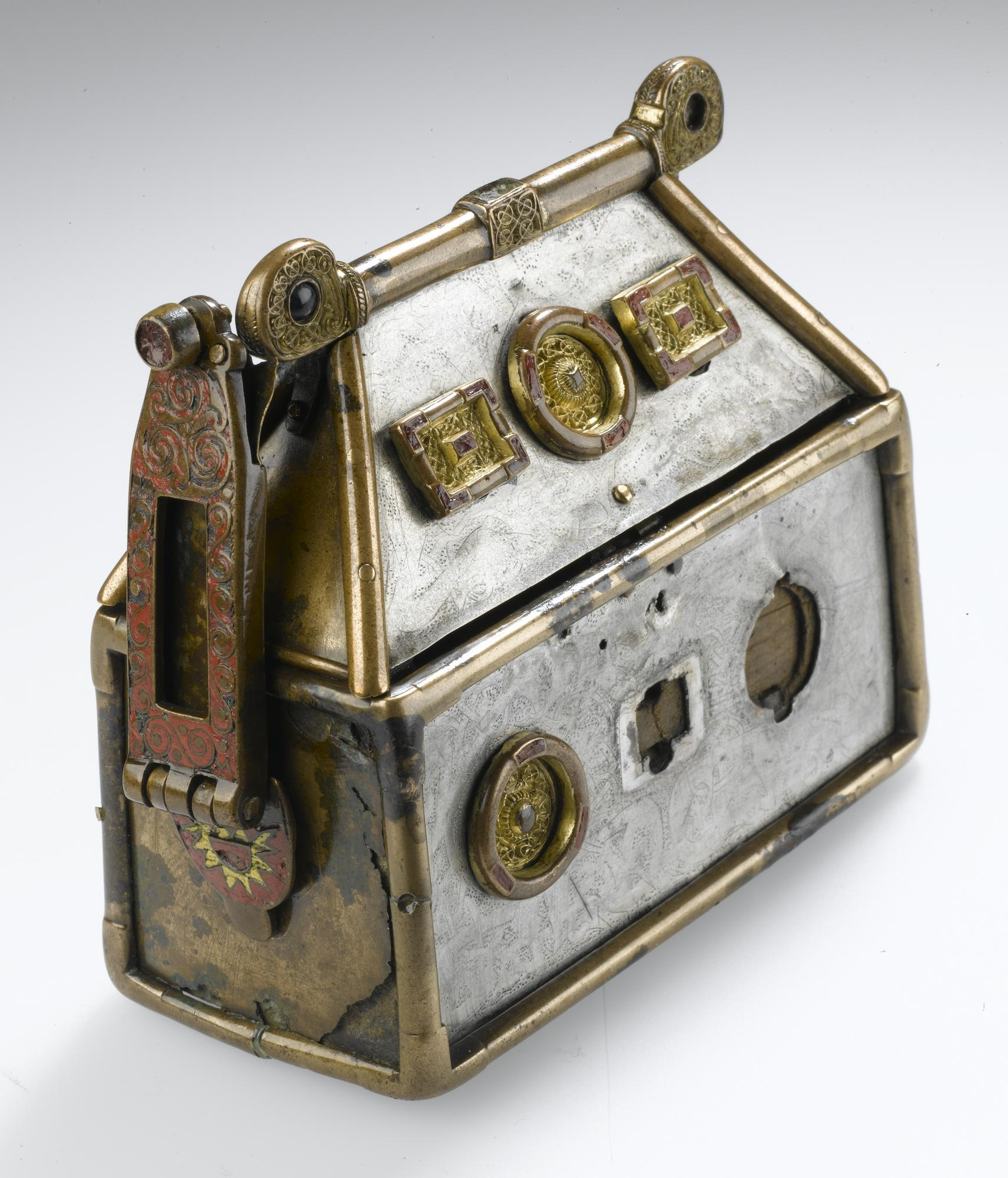
Le reliquaire de Monymusk, réalisé vers 700, probablement à Iona.

Les premiers chrétiens d'Écosse sont vraisemblablement des soldats ou des citoyens romains vivant près du mur d'Hadrien. L'archéologie suggère que la christianisation de la province de Bretagne était la plus forte au nord. Des inscriptions où figure le symbole du chrisme et des pierres tombales chrétiennes datant du IVe siècle ont été découvertes autour du mur, et les temples de Mithra de la région présentent des traces de destructions à la même période, probablement causées par des chrétiens. Après le départ des Romains, le christianisme se maintient vraisemblablement dans les enclaves contrôlées par les Bretons, mais il recule là où s'installent les Anglo-Saxons, qui sont toujours païens. La différence entre les deux religions se reflète dans leurs pratiques funéraires : les Bretons pratiquent des inhumations sans placer d'objets dans les tombes, tandis que les Anglo-Saxons ont recours à la crémation et leurs tombes sont pleines d'objets, qui sont sans doute censés accompagner le défunt dans l'au-delà. Bien que la présence anglo-saxonne dans le sud de l'Écosse soit bien attestée, on ne connaît qu'une seule tombe de ce type, à Dalmeny dans le West Lothian.
La christianisation de l'Écosse est principalement le fait de missionnaires scots venus d'Irlande et, dans une moindre mesure, de missionnaires romains et anglais. Le christianisme celtique apparaît avec l'évangélisation de l'Irlande par Patrick et d'autres au Ve siècle. Dès le VIe siècle, des moines irlandais apparaissent en Grande-Bretagne. L'un d'eux serait Ninian, associé à la fondation d'un monastère à Whithorn dans le Galloway, mais ce personnage pourrait avoir été inventé ultérieurement. En 563, Colomba fonde le monastère d'Iona dans les Hébrides, qui sert de base à l'évangélisation des Scots du Dál Riata et des Pictes. Cependant, la conversion de ces deux peuples semble avoir débuté avant cette date,. Patrick parle des « Pictes apostats » dans une de ses lettres, ce qui implique qu'ils ont été chrétiens à une époque, tandis que le poème Y Gododdin, qui célèbre des héros bretons du début du VIe siècle, ne les décrit pas comme étant païens. L'évangélisation des élites pictes semble avoir été un processus de longue haleine qui commence au Ve siècle et se poursuit jusqu'au VIIe siècle.
Les cistes allongées sont traditionnellement considérées comme appartenant à des cimetières chrétiens du fait de leur orientation est-ouest. Ils sont attestés de la fin de la période romaine jusqu'au VIIe siècle, en majorité le long du littoral de la mer du Nord au sud du Tay, dans les régions d'Angus, des Mearns, de Lothian et des Borders. L'élément toponymique eccles-, dérivant du terme brittonique désignant une église, permet également de situer les églises bretonnes de la période romaine et post-romaine ; il se retrouve le plus fréquemment dans le sud-ouest, le sud et l'est de l'Écosse. Une douzaine de pierres gravées des Ve et VIe siècles attestent de la propagation du christianisme dans tout le sud de l'Écosse.

### Le christianisme celtique
La pratique du christianisme dans les régions celtophones diffère en plusieurs points des pratiques romaines. Les principales divergences sont le calcul de la date de Pâques et la forme prise par la tonsure des moines, mais ce ne sont pas les seules, puisque les rites de l'ordination et du baptême en présentent également, tout comme la liturgie en général. Le monachisme est une composante fondamentale du christianisme celtique et s'exprime de manière très différente par rapport au reste de l'Europe. L'absence de centres urbains fait que les évêques sont plus souvent rattachés à une abbaye qu'à une ville.
Les moines irlandais fondent plusieurs abbayes en Écosse du Ve siècle au VIIe siècle, qui essaiment à leur tour dans la région, à l'image d'Iona qui est à l'origine de la fondation de Lindisfarne en Northumbrie. Un évêché northumbrien est fondé à Abercorn, dans le West Lothian, mais l'évêque Trumwine est contraint de fuir avec son clergé après la bataille de Dunnichen, en 685.
La méthode romaine du calcul de la date de Pâques, adoptée en Northumbrie à la suite du concile de Whitby en 663 ou 664, finit par supplanter la méthode celtique en Écosse et en Irlande également. Le clergé picte l'adopte sous le règne de Nechtan mac Der-Ilei, vers 710. C'est dans les Hébrides que les anciennes traditions celtiques perdurent le plus longtemps, préservées par le clergé local et les moines venus d'autres abbayes ayant refusé de se plier aux méthodes romaines. 
Les idées celtiques se propagent également en Europe continentale, où des missionnaires irlandais participent à l'évangélisation de l'Allemagne.

### Les Vikings
Les Vikings qui occupent les îles et le littoral écossais apportent avec eux leur propre religion, en partie similaire à celle des Anglo-Saxons lorsqu'ils étaient païens. Les tombes vikings du Xe siècle dans les Shetland, les Orcades et le Caithness présentent des objets qui prouvent que les défunts pratiquaient cette religion. La christianisation des Vikings d'Écosse n'est relatée dans aucune source contemporaine. Bien qu'elle soit généralement datée de la fin du Xe siècle, l'onomastique suggère que ce processus a débuté plus tôt, avec les nombreuses îles des Hébrides et des Orcades appelées Pabbay ou Papa, en référence à un ermite ou un prêtre chrétien, ainsi que la distribution de l'élément -kirk désignant une église. Il est possible que le christianisme ait en réalité continué à être pratiqué par la population malgré la conquête viking (les croix de pierre et l'existence d'un évêché actif dans les Orcades au milieu du IXe siècle vont en ce sens), quand bien même les nouvelles élites auraient mis un certain temps à se convertir.

## Art

### Sculpture et orfèvrerie pictes

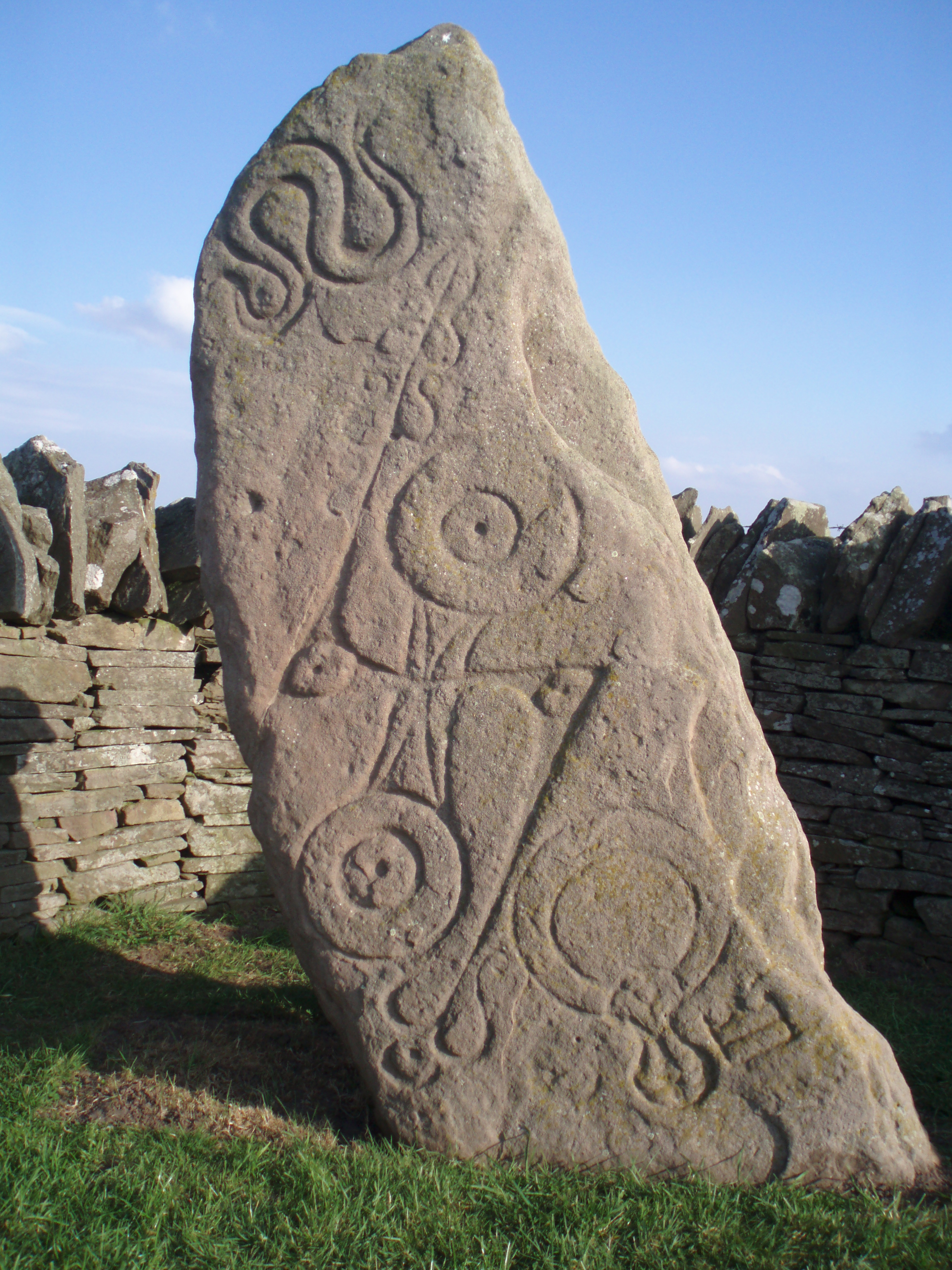
Aberlemno 1, une pierre picte de classe I.

Du Ve au IXe siècle, l'art picte est principalement attesté à travers les pierres pictes. Il en subsiste environ 250, classées en trois catégories par les chercheurs. La classe I, la plus peuplée, regroupe des pierres qui sont le plus souvent seulement gravées et non sculptées. Les symboles qui y sont figurés appartiennent à une liste bien définie qui comprend des animaux, des objets de la vie quotidienne et des formes abstraites. Ces pierres, qui datent en majorité de la période allant jusqu'au VIIe siècle, se retrouvent du Firth of Forth jusqu'aux Shetland, avec des concentrations maximales dans le Sutherland. Les pierres de classe II ne sont pas simplement gravées, mais sculptées. Elles datent d'après l'introduction du christianisme et présentent le motif de la croix sur une face et des symboles divers (les mêmes que les pierres de classe I) sur l'autre face. Elles se retrouvent principalement dans le sud du territoire picte, dans le Perth, l'Angus et le Fife. Enfin, les pierres de classe III, contemporaines de la classe II, s'en distinguent pas l'absence des symboles pictes traditionnels. Elles sont elles aussi surtout répandues dans le sud du territoire picte.

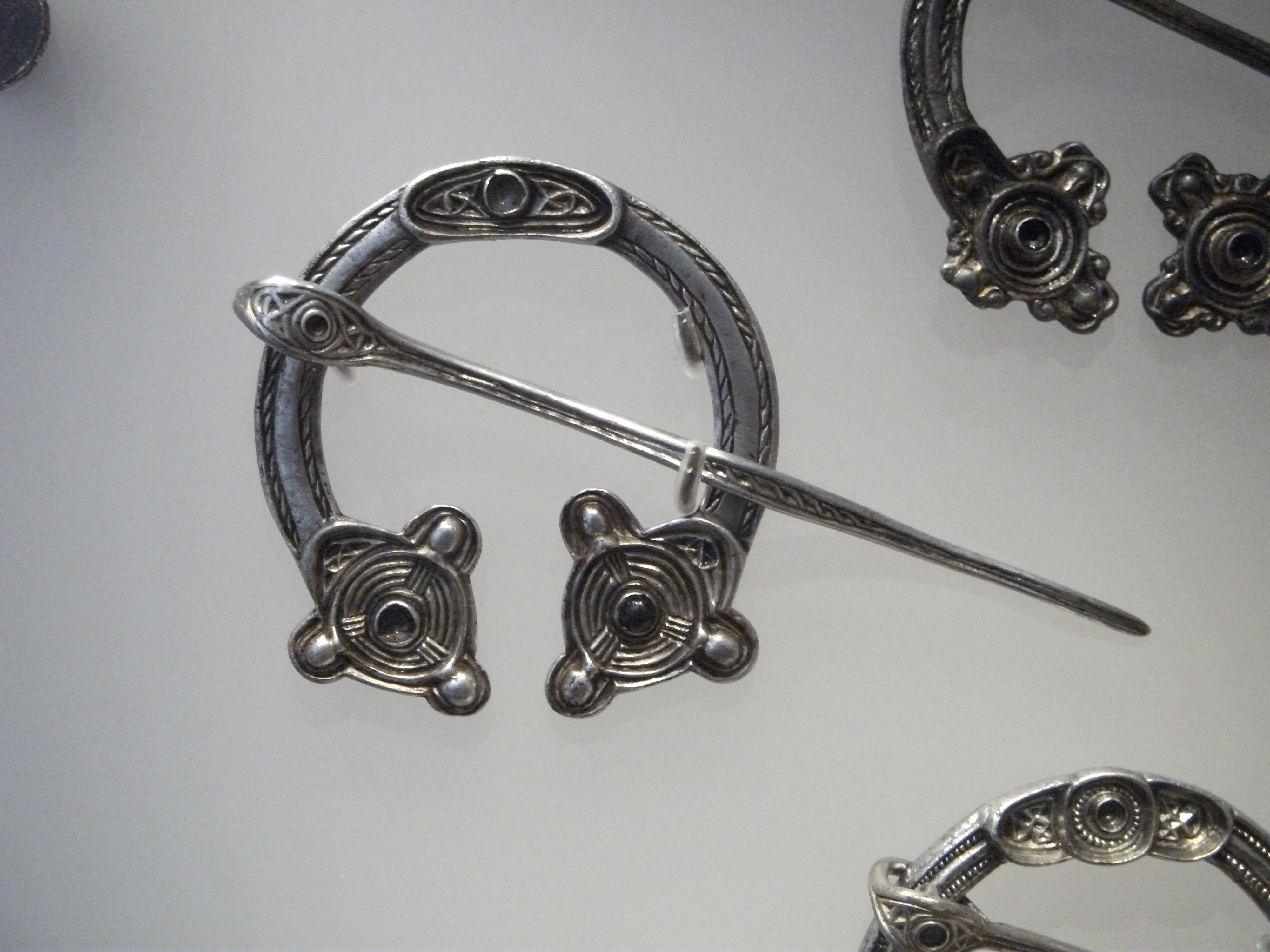
Une broche du trésor de l'île de Saint-Ninian.

Les Pictes semblent avoir eu accès à des quantités d'argent considérables. Il s'agit vraisemblablement du fruit de raids menés sur les populations plus au sud, ou bien d'un tribut versé par ces mêmes populations pour avoir la paix. L'important trésor d'argenterie romaine retrouvé à Traprain Law pourrait s'expliquer de l'une ou l'autre de ces façons.
Le plus grand trésor d'argenterie picte a été découvert à Norrie's Law, dans le Fife, en 1819, mais une grande partie de son contenu a été dispersé et fondu. Le trésor de l'île Saint-Ninian, découvert en 1958, rassemble également un nombre important d'objets en argent d'origine picte.
Il subsiste une dizaine de lourdes chaînes d'argent, certaines mesurant plus de 50 cm de long. La chaîne de Whitecleuch est l'une des deux à présenter un anneau penannulaire décoré qui suggère que ces chaînes se portaient comme des tours de cou.

### De l'art gaélique à l'art insulaire
Le Dál Riata semble s'être trouvé au carrefour des influences artistiques pictes et irlandaises. Les excavations menées à la forteresse de Dunadd ont mis au jour des représentations où se mêlent éléments pictes et gaéliques. La broche de Hunterston, retrouvée dans l'Ayrshire, témoigne de la production de bijoux très recherchés. Les élites pictes adoptent progressivement le modèle de broche penannulaire venu d'Irlande.
L'art insulaire, issu du mélange des influences celtiques et anglo-saxonnes, est un style qui se retrouve dans toute la Grande-Bretagne à partir du VIIe siècle dans différents domaines (orfèvrerie, gravure, mais surtout enluminure). Il se caractérise par des motifs très denses à base de formes géométriques. Les manuscrits les plus emblématiques de ce style sont le Livre de Kells, les Évangiles de Lindisfarne et le Livre de Durrow. Leurs pages tapis sont typiques de l'art insulaire, tout comme leurs lettrines historiées (une invention insulaire), leurs tables des canons et leurs enluminures figuratives qui représentent souvent les quatre évangélistes. Ce courant artistique connaît un coup d'arrêt à la fin du VIIIe siècle, lorsque les raids vikings perturbent en profondeur les centres monastiques, mais son influence perdure en Europe continentale, où elle est visible dans les manuscrits des époques romane et gothique.

## Architecture
Durant la période qui suit le départ des Romains, une nouvelle série de forts fait son apparition. Ce sont des constructions plus petites que les forts de l'âge du fer, qui s'appuient parfois sur des éléments saillants du terrain, comme à Édimbourg ou à Dumbarton. Les différents peuples qui occupent le territoire écossais construisent des forts de formes différentes, tout en prenant en compte des facteurs spécifiques comme le terrain, les matériaux à disposition et leurs besoins politiques et militaires. Le premier roi picte identifié, Brude mac Maelchon, a pour base le fort de Craig Phadrig, près de l'actuelle Inverness . Le centre du pouvoir du Dál Riata se situe probablement à Dunadd, près de Kilmartin dans l'Argyll and Bute .
L'introduction du christianisme entraîne la construction des premières églises d'Écosse. Ces bâtiments sont peut-être en bois, comme celui excavé à Whithorn , mais l'archéologie a surtout permis de retrouver les traces de bâtiments en pierre rudimentaires, d'abord sur la côte ouest, puis progressant vers le sud et l'est. Les premières chapelles sont similaires à celles construites en Irlande. Les églises paroissiales médiévales d'Écosse sont pour la plupart moins élaborées que leurs équivalents anglais : de simples salles longues, sans transepts ni collatéraux et souvent sans tour non plus. Dans les Highlands, ce sont des bâtiments encore plus simples, qu'il est parfois impossible de distinguer des simples maisons et fermes de l'extérieur.
Les monastères se distinguent eux aussi de ceux d'Europe continentale. Celui d'Eileach an Naoimh, dans les Hébrides intérieures, se compose de huttes, d'une chapelle, d'un réfectoire, d'un dortoir et d'étables, entre autres bâtiments. La plupart sont construits en bois et en clayonnage, avec probablement des toits de bruyère et de gazon. Ils sont par la suite reconstruits en pierre, avec des cellules souterraines et des clocháin semblables à celles d'Irlande. Des sites similaires ont été excavés à Bute, dans les Orcades et dans les Shetland. Des bâtiments plus élaborés apparaissent à partir du VIIIe siècle.

## Littérature
Une bonne partie de la littérature galloise médiévale a été en réalité composée sur le territoire de l'Écosse actuelle avant d'être mise par écrit au pays de Galles ultérieurement. Parmi ces textes, les plus anciens sont des poèmes du VIe siècle : Y Gododdin, attribué au barde Aneirin, qui aurait vécu dans le royaume de Gododdin, et Gweith Gwen Ystrat, attribué au barde Taliesin, qui aurait vécu dans le royaume de Rheged. La littérature gaélique est attestée par des textes religieux comme l'élégie de Colomba par Dallan Forgaill (vers 597) ou une louange de Colomba par Beccan mac Luigdech de Rum (vers 677). Certains de ces textes sont en latin, comme la prière de protection attribuée à Mo Nennus (vers 550) ou la louange du Créateur attribuée à Colomba (vers 597). Le poème vieil-anglais Le Rêve de la Croix est quant à lui attesté sur la Croix de Ruthwell, sculptée au VIIIe siècle, ce qui en fait l'un des plus anciens échantillons du dialecte northumbrien de la langue des Anglo-Saxons.